# 競馬

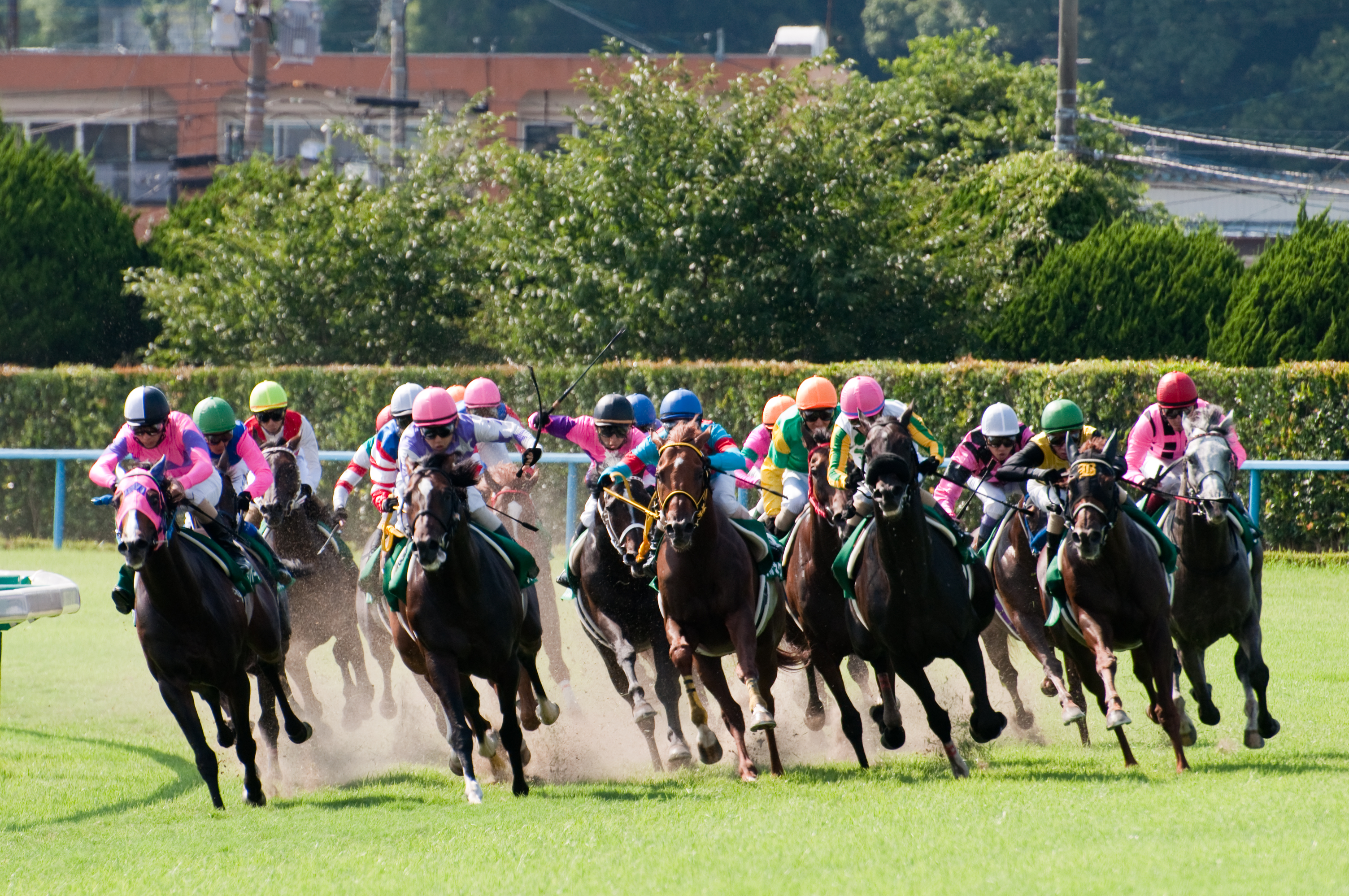
競馬（平地競走）

競馬（けいば、英: Horse racing）は、騎手が乗った馬により競われる競走競技、および、その着順を予想する賭博である。イギリスを発祥とする近代競馬は多くの国々で開催されており、その多くは勝馬投票券（馬券）の販売とセットの興行として行われている。

## 概説

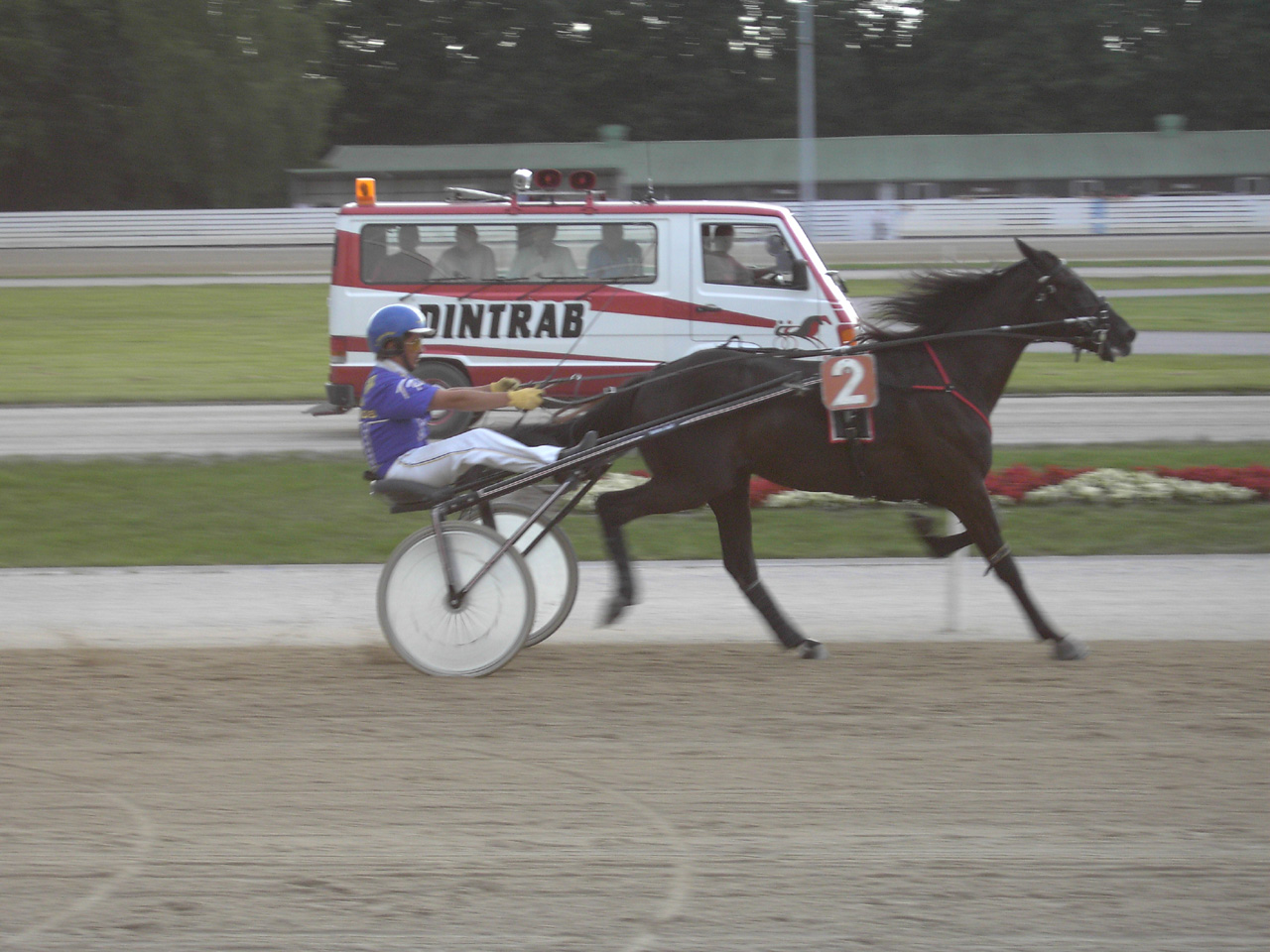
繋駕速歩競走

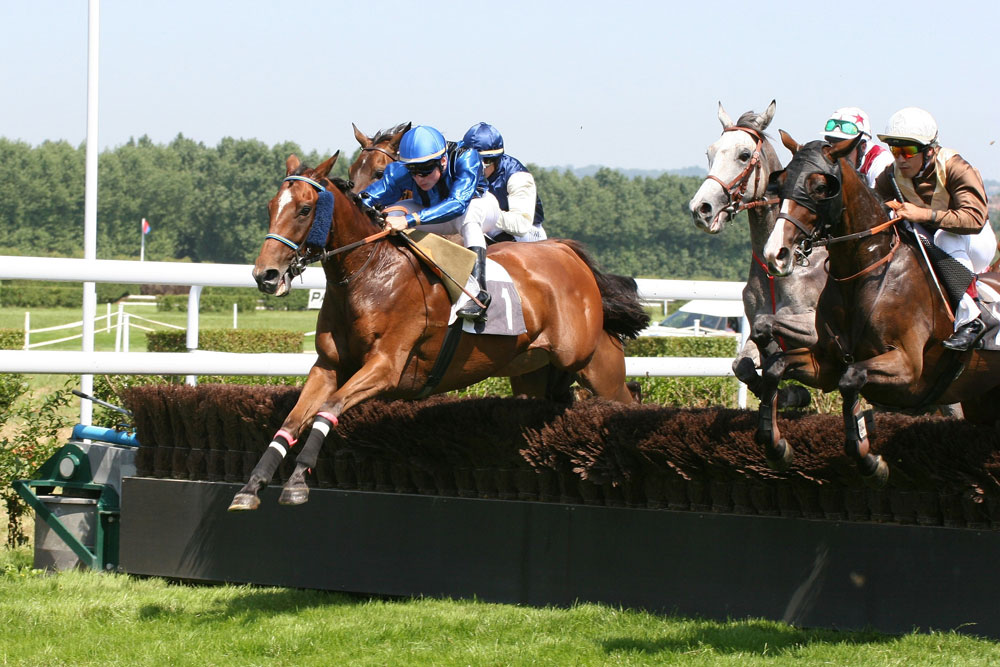
障害競走

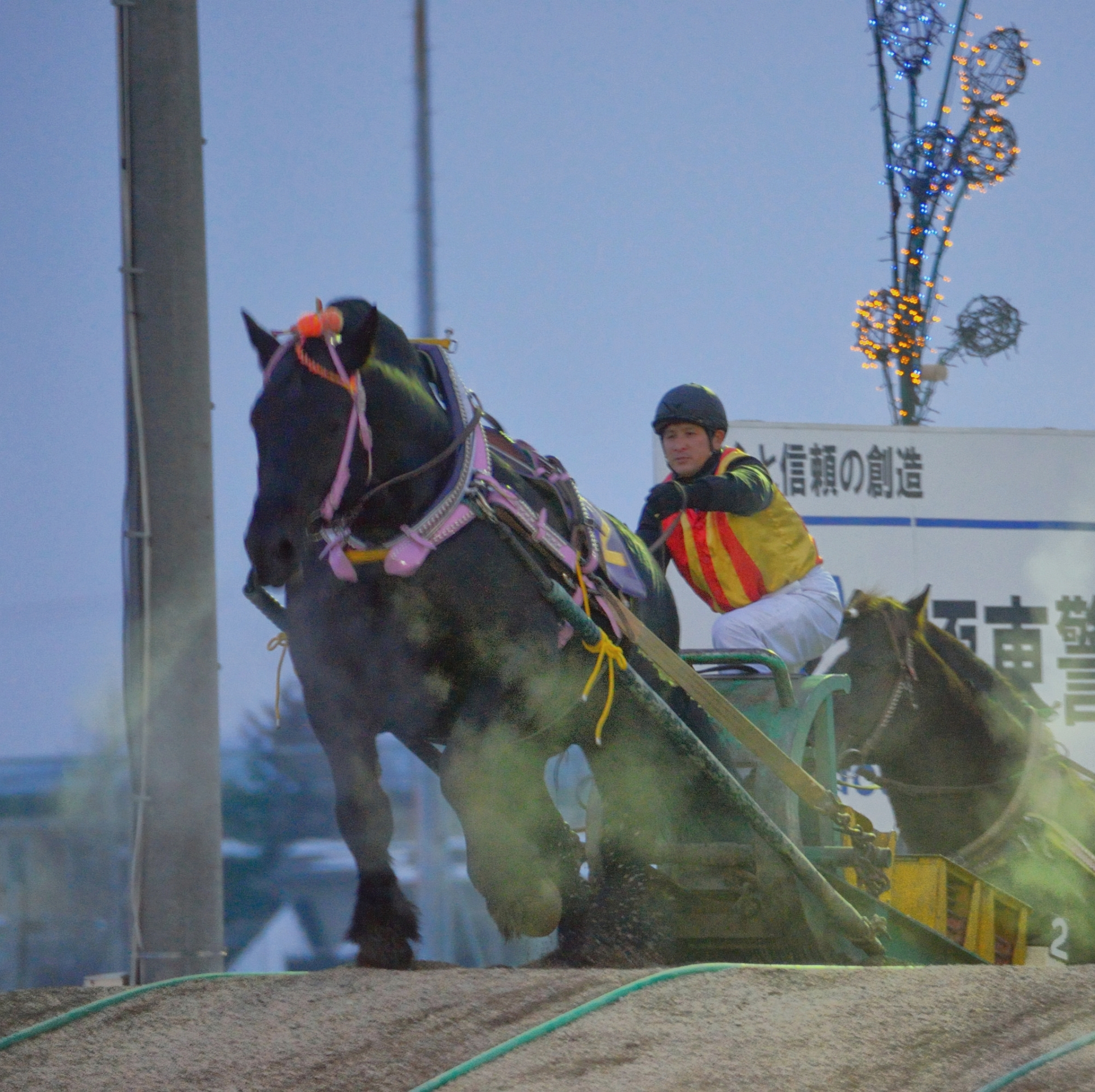
ばんえい競走

競馬は主に競馬場と呼ばれる専用の競技場で開催される。一つ一つの競い合いを「競走 (race)」と呼び、一日の競馬開催でいくつかの競走が行われる。競走の種類は主に、平坦なコースを走る平地競走、障害物の飛越を伴う障害競走、繋駕車と呼ばれる車を曳いて走る繋駕速歩競走の3つからなり、他に繋駕車を曳かない速歩競走やそりを曳くばんえい競走などがある。競走では一般には騎手が馬に騎乗して一定の距離を走り、正規に最も早く決勝線に到達した馬を勝者とする。決勝線への到達は、概ね馬の鼻の先が決勝線を通過したときをもって判定されるが、ばんえい競走に限っては馬が引っ張るソリの最後部が決勝線を通過したときをもって判定される。
用いられる競走馬は平地や障害、速歩競走ではサラブレッド、サラブレッド系種、アラブ、アングロアラブ、アラブ系種の軽種馬もしくはクォーターホース、スタンダードブレッド（アメリカントロッター）等の中間種が用いられ、ばんえい競走では重種馬が用いられる。
競馬の世界は優勝劣敗が大原則であり強い馬は強い馬同士、弱い馬は弱い馬同士での競走が基本である。だが、競走の出走メンバーのみを変更するには限界がある。そこで考え出された方法として強い馬には重い負担重量を、弱い馬には軽い負担重量となるように負担重量を変更することである程度幅のある競走を組むことができる。負担重量の決定方法としては馬齢戦、別定戦、定量戦、ハンデキャップ競走などもある。
競馬の競走には大多数の一般競走と賞金が高額で特別登録料が必要な特別競走が存在する。特別競走の中でも特に賞金が高額で歴史と伝統・競走内容等を考慮し、重要な意義を持つ競走として重賞が行われる。さらに各重賞競走の役割と重要性を広く認識してもらい生産界の指標としての重賞競走の位置づけを明確にするため、グループ制（日本を含む一部の国ではグレード制）によってG1、G2、G3に分類される。G1は競走体系上もっとも重要な意義をもつ根幹競走、G2はG1に次ぐ主要な競走でG1の勝ち馬も比較的容易に出走できる内容をもった競走である。G3についてはG1、G2以外の競走である。
G1競走（およびそれに類する格付けの競走）の中でも、3歳馬に対して行われる伝統のある競走をクラシックと呼ぶ。2010年現在、世界各地でクラシックと呼ばれる競走が行われているが多くの国が最初に始められたイギリスのクラシックレースを模範としている。イギリスのクラシックは全5競走であるがうち2競走は牝馬限定戦であり牡馬が出走可能な2000ギニー、ダービー、セントレジャーの3競走すべてに優勝した競走馬を三冠馬という。ただし生産上の意味合いが薄れ、また距離別の路線が体系化されたこともあって三冠の概念は形骸化している。なお、日本のクラシック競走はイギリスと同様に全5競走で、三歳牝馬路線の最終戦である秋華賞はクラシックには含まれていないが、三冠の概念は依然として重要視されている。

## 競馬の歴史

### 起源
ウマの速さを競わせること自体は有史以前、ウマが家畜化された頃から行われていたと考えられている。
競馬が初めて文献に現れるのは古代ギリシャの吟遊詩人ホメロスの『イリアス』第23歌における追悼式で行われた戦車競馬（戦車競走）である。古代ギリシャの戦車競馬は騎手が二輪の車両（チャリオット）を馬2頭に引かせて競うもので古代オリンピックの種目にもなっていた。これはのちに映画『ベン・ハー』の戦車競馬のシーンで有名になった（ただし、映画では時代設定が古代ローマ帝国になっており馬も4頭になっている）。なお、現在行われている繋駕速歩競走はこの伝統を引き継いだものである。戦車競走は古代ローマにも伝わり、パンとサーカスのフレーズにあるように民衆の人気を集めた。
一方、日本の平安時代の文献にも競馬（くらべうま）という表記があった。またユーラシア内陸部の遊牧民族の間では、現在でもモンゴル族などで行われているようなウマの競走が行われていた。紀元前12世紀のギリシャ競馬が最も古いとされている。

### 近代競馬の歴史
競走結果に金銭や名誉の譲与が絡む、賭博の対象としての近代競馬の基礎を築いたのは英国とされている。ピューリタン革命時には賭博の禁止がされたもののほとんど守られず、その後アン王女からも賭博の禁止がされたが、やはり競馬場では賭博が横行していた。
黎明期の競馬は貴族のみが関わるスポーツであり、その傾向は今日のイギリス競馬にも見られる。
イギリスでは馬上槍試合の人気が強かったが、十字軍の遠征をきっかけとして競馬が少しずつ人気を博し始めた。 ローマ人による支配の歴史を持つイギリスでは東方の馬の方が優秀であると伝えられており、1121年にはアラブ馬の輸入が始まっている。リチャード1世が王位を継承する以前の時期に書かれた「ロンドン市の描写」では、2頭立て数頭立ての騎乗馬競走が行われていたという記述が登場し、その20年ほど後にはリチャード1世が3マイル以上の高額賞金競走の開催を行っている。 
正式のルールに基づき専用の競技用施設（競馬場）において行われる競馬（近代競馬）は16世紀のイングランドに始まったとされ17世紀にはフランスやアイルランド、19世紀にはドイツやイタリアでも行われるようになった。また17世紀以降は、ヨーロッパ諸国の植民地であった国々を中心に、アメリカ、アジア、アフリカ、オセアニアなどの地域においても近代競馬が行われるようになった。
イギリスではリチャード2世がアランデル伯爵（のちのカンタベリー大司教、1353年 - 1414年）と所有の馬を用いてしばしば一騎打ちのレースを行っていた。1540年にはチェスター郊外のルーディーに初の常設の競馬場（チェスター競馬場）が完成。1666年には亡命先から帰還したチャールズ2世が競馬のレースに王室杯を贈呈している。競馬発祥の地イギリスでは、王侯貴族や有力者によって近代競馬が形創られた過程に鑑みて「スポーツ・オブ・キングス（Sport of Kings）」と形容する場面もある。
17世紀中期には、出馬登録や負担重量、検量、反則や失格といったルール作りがされるようになったと記録に残っている。しかし、近代競馬の初期において競技運営は貴族の内輪内、18世紀初頭においても100以上の競技場で競技が行われる中思い思いのローカルルールで運営されていた。世界初の競馬統括組織、ジョッキークラブは1750年以前には存在していたとされるが、貴族やジェントルマンの利用するクラブという形であり、実際に統括組織としての側面を明確に見せるようになったのは1758年3月24日の検量に関する規定指示が最初と言え、これもニューマーケットの範囲での権威である。
黎明期のレースは4から6マイル、中には8マイルのものもあり、競馬において用いられる競走馬についてはスタミナに秀でた馬が主流であった。しかし、17世紀後半から18世紀にかけてアラブ種やトルコ馬、バルブ馬などがイギリスへ輸入されて品種改良が行われ、やがてサラブレッドと呼ばれる品種が誕生することで、俊敏性や早熟性を持つ競走馬が増えていった。サラブレッドについては1791年にジェネラルスタッドブックと呼ばれる血統書が作成され、以後その生産において血統が重視されるようになった。そのような競馬の性質の変化を受け、1776年のセントレジャーステークス創設を始めとするクラシック路線の構築が始まった。イギリスクラシック路線の歴史の詳細についてはイギリスクラシック三冠を参照。
競走の施行形態については18世紀後半頃まではヒートレースやマッチレースが主体であったが、これらの方式は競馬が産業としての要素を持ち始めた頃から衰退し、多数の馬による一発勝負のステークス方式へと主流が移行した。競走の賞金も馬主同士の出資によるものから始まったが、現在ではスポンサーの出資と馬券の売上金の一部、および補助金や積立金から賄われている。

### 日本の競馬

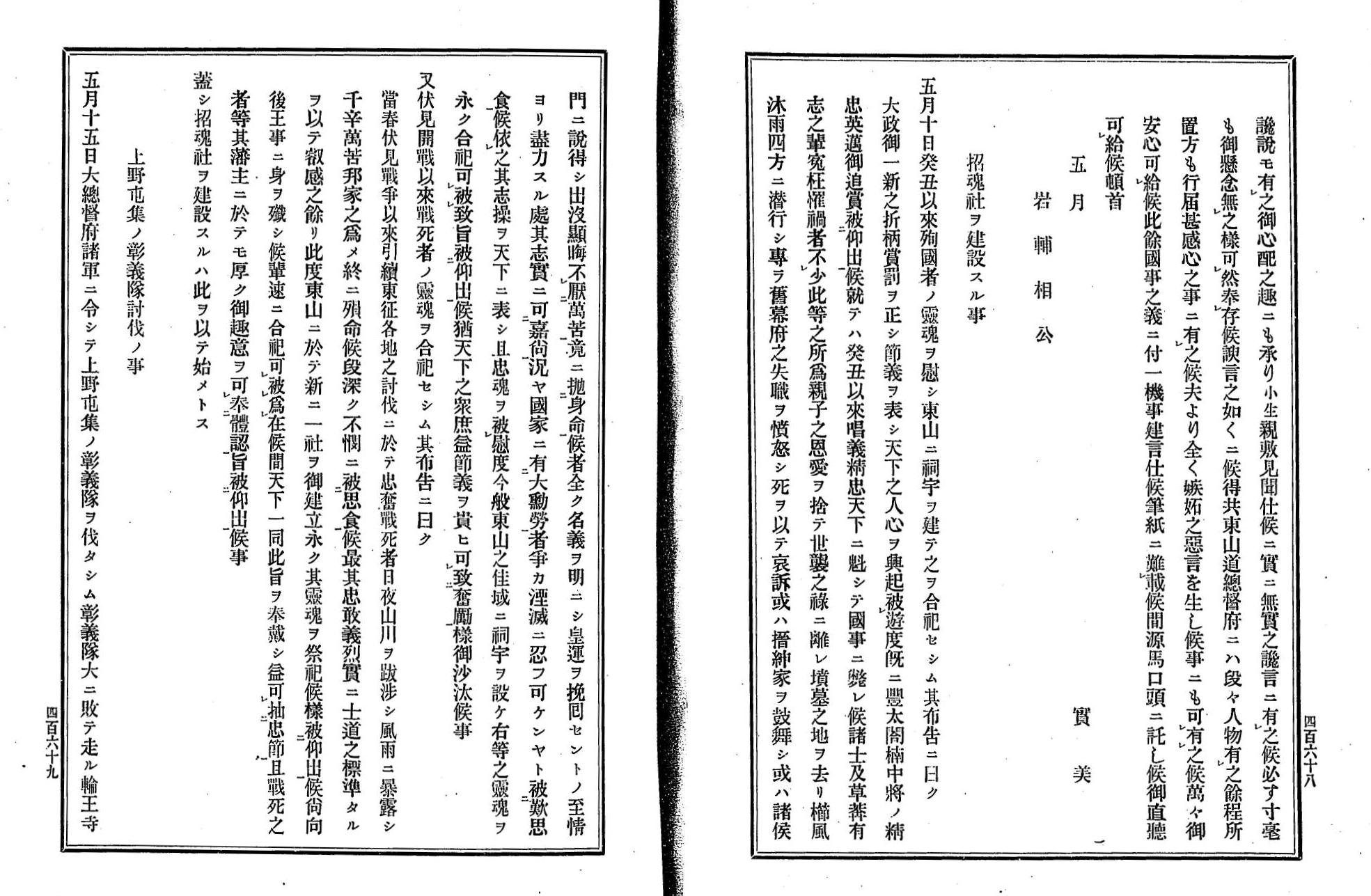
岩倉具視「招魂社を建設する事」。

日本で初めての西洋式の競馬の開催は、江戸幕府の開港の翌年の1860年に、横浜・元町で行われたとされている。1866年には横浜の根岸に、初めての本格的な競馬場として根岸競馬場が造られた。
また岩倉具視の著述記録によれば、黒船来航時の殉国者と伏見戦争（戊辰戦争）の殉国者を併せて慰霊するため、1869年に招魂社（靖国神社の前身）が設立され、1870年からその境内に作られた競馬場で年3回の神事として競馬が催されるようになった。
1879年には、のちに日本赤十字社や大日本武徳会の総裁となった陸軍軍人の小松宮彰仁親王を社長とする「共同競馬会社」が設立された。その後に明治天皇から賞品が下賜されるようになったのが、天皇賞のルーツであるといわれている。
1906年には、軍馬の改良を目的とした行政機関の馬政局が設立し、農林省畜産局の設置まで競馬の方針を決定した。馬政局の指示で1908年より競馬倶楽部、1936年から日本競馬会が、1948年以降は日本中央競馬会(JRA)が中央競馬の運営をしている。

## 競馬と馬券

### 勝馬予想

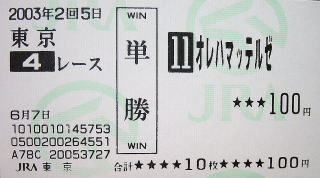
日本の中央競馬の馬券（五次投票券、現在はQRコードを使用した六次投票券に順次置き換えられている）

競馬は競技者・関係者が行う「馬を競わせる」興行に対して、観戦者が勝馬を予想して金を賭ける「賭博」を指す意味でも用いられる。賭博が禁止されている国においても、賭博としての競馬はイスラム圏を除き例外的に認められている場合がある。
イギリスのブックメーカーが競馬場で発生して以来、競馬は賭博とのつながりが深く保たれている。しかし現在ではパリミュチュエル方式による主催者が胴元として統括する賭博が世界的な主流となっており、ブックメーカーを認可している地域はあまり多くない。日本においても洋式競馬が導入された19世紀から既に勝馬投票券（馬券）が発売された。
勝馬を予想する方法については、古くからさまざまな模索がなされてきた。競馬新聞や馬券予想会社など、金銭と引き換えに他人に自分たちの予想を教えることを商売とする業者もある。また、自分が考え出した予想の方法を新聞・雑誌に寄稿したり、著作として出版する場合もある（予想 (競馬)を参照）。
馬券の販売は、主に発売対象の競走を開催している競馬場（本場）、もしくは同主催者の他競馬場、「WINS」などの場外勝馬投票券発売所、および提携している他の主催者の競馬場などで購入できる。また電話投票会員となり、電話やインターネットを利用して投票することも可能である。特にノミ屋などの私設馬券販売を防止するために、在宅投票の拡大が推奨されている。
競馬の開催における馬券販売は各国の法律で規制されており、以下のように異なっている。
- アイルランドでは馬券は老若男女購入できる
- 18歳未満は競馬場の入場・馬券購入禁止：香港（最近では、馬主や調教師の子供は事前登録が必要だが指定されたエリア内のみ入場が許可されてきた）、シンガポール、マレーシア、タイ
- 18歳未満は馬券購入禁止（保護者同伴であれば競馬場への入場は可能）：南アフリカ、イギリス
- 20歳未満は馬券購入禁止（保護者同伴であれば競馬場への入場は可能）：日本[注釈 1]
- 21歳未満は馬券購入禁止（競馬場への入場は不明）：フィリピン
- 州によって異なる：アメリカ（馬券の発売が禁止されている州もある）
- 宗教的な理由により馬券の発売が行われていない：アラブ首長国連邦（馬券の代わりにイベントとして複数のレース（最高9競走）の1・2着馬を予想し、ポイントに換算して最高成績の者に景品が当たるプレイカードが配布されている）

### 高額配当

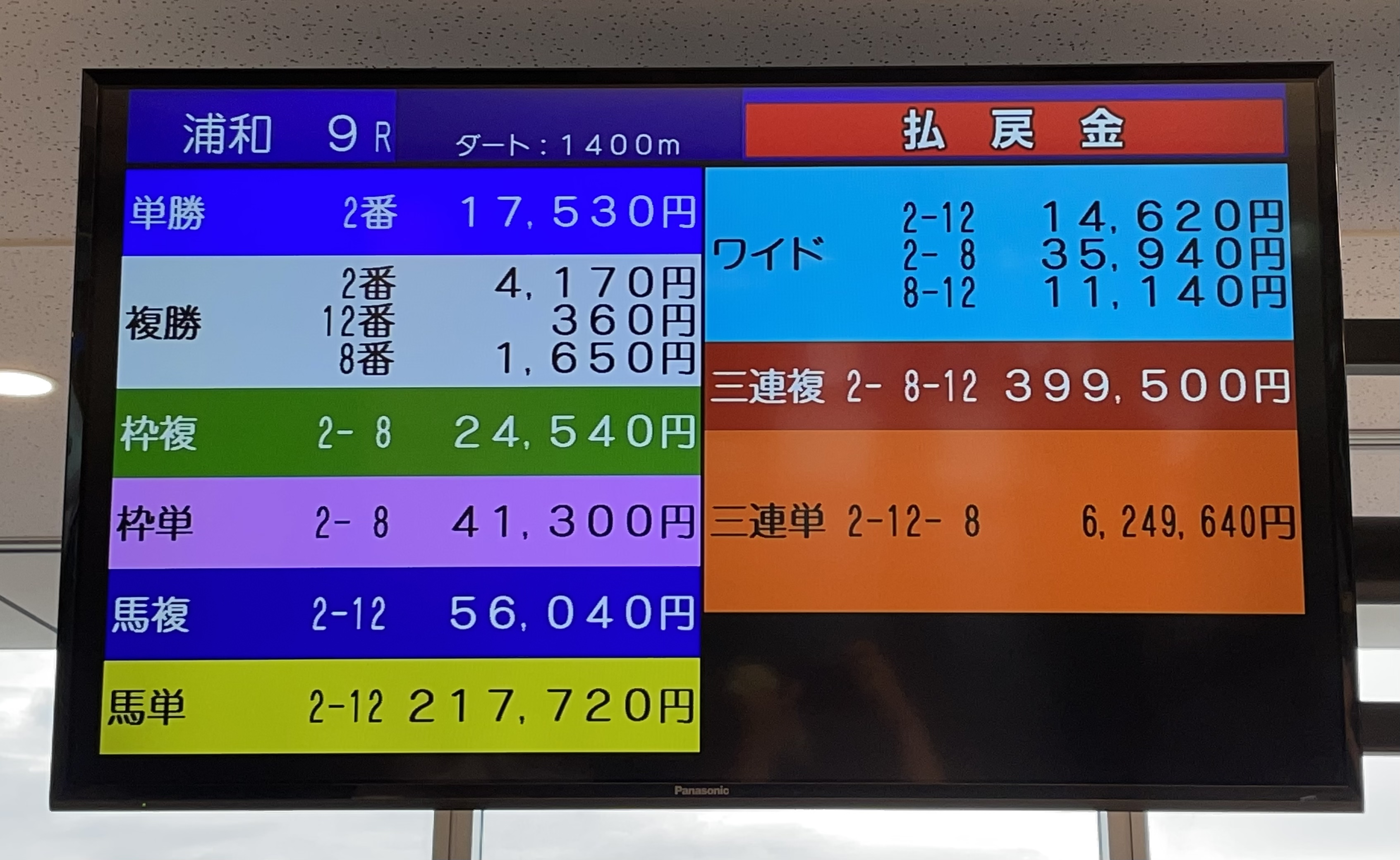
高額配当となったレースの払戻金の例

馬券の購入者は、各競走終了後の配当が大きくなることを期待する。配当が100倍を超える馬券、つまり100円あたりの払戻金が1万円を超える馬券のことを「万馬券」と言う。10万円（1000倍）を超えると10万馬券、100万円（1万倍）を超えると100万馬券、そして1000万円（10万倍）を超えると1000万馬券と言われ、記録的な高額配当の際には一般のニュースで報じられることさえある。
100倍を超える配当はかつてはあまり目にすることのないものであったが、2002年（平成14年）に誕生した馬番号三連勝複式（3連複）や、2004年に誕生した三連勝単式（3連単）の登場によりその機会は飛躍的に増大し、逆に100倍を超えないことが稀となっている。
2005年（平成17年）4月9日には福島競馬場で初の1000万馬券が発生した。その1ヶ月後の5月13日には大井競馬場で史上2度目の1000万馬券が飛び出し、記録したばかりの最高配当記録が更新されるまでに至る。しかも的中したのは発売176157票中たったの1票（=100円）だけだった。さらに10月22日には東京競馬場で1846万馬券が誕生、2000万馬券も間近という大万馬券となり2010年（平成22年）4月6日には大井競馬場で史上初の2000万馬券が誕生している。
様々な理由により（理由が明確にならないことも多い）、何年も続けて高額配当となる競走がある。そのような競走のことを「荒れる競走」と呼ぶことがある。

### 最高額配当記録
- 中央競馬では2012年（平成24年）8月4日に開催された新潟競馬第5競走（2歳新馬戦・17頭立て）において8番ミナレット（14番人気）→6番ヘイハチピカチャン（12番人気）と14番ファイヤーヒース（10番人気）（同着）の順に入り、8→6→14の3連単の配当が2983万2950円（4080通り中3850番人気、総票数80万8482票中的中票数1票）となったのが最高記録である[注釈 2]。この記録は中央・地方を両方を含めた国内競馬全体のみならず、国内の公営競技全体においても史上最高額である（重勝式を除く）。
  - 重賞競走では2015年（平成27年）5月17日に開催された「第10回ヴィクトリアマイル」の3連単の配当2070万5810円が史上最高額（牝馬限定重賞競走でも最高額）となっている。なおこのレースで上記の新潟競馬の新馬戦で勝利した、最低人気の18番ミナレットが3着になって高配当に再び絡んだ。
  - 重勝式では2014年（平成26年）6月7日のWIN5の払戻上限額引き上げ（2億円→6億円）までに上限の配当2億円が計6回出ており、引き上げ後は2021年（令和3年）3月14日の配当5億5444万6060円が最高額となっている。
- 地方競馬では2020年1月24日に開催された大井競馬第7競走（16頭立て）において7番バレン（10番人気）→12番サンタンデール（15番人気）→5番トンイ（11番人気）の順に入り、3連単の配当が2848万1550円（3360通り中2915番人気、総票数39万2849票中的中票数1票）となったのが最高額である。
  - 重勝式では2021年6月10日開催された大井競馬第10-12競走での配当2億2813万165円(50円あたり)が最高額である。
- アメリカでは、2005年5月7日に開催された「第131回ケンタッキーダービー」で4連単が86万4253.5倍という超高額配当が出ている。

## 競走の種類
| 名称         | 走法                    | 騎乗方法      | 走路 | 使用される主な馬種                             | 競走数 （2005年） |
| ------------ | ----------------------- | ------------- | ---- | ---------------------------------------------- | ----------------- |
| 平地競走     | 襲歩（ギャロップ）      | 騎乗          | 平地 | サラブレッド、アラブ、クォーターホース         | 約17万9100        |
| 障害競走     | 襲歩（ギャロップ）      | 騎乗          | 障害 | サラブレッド・AQPS                             | 約8200            |
| 騎乗速歩競走 | 速歩（トロット）        | 騎乗          | 平地 | スタンダードブレッド・フランストロッター       | 約16万1200        |
| 繋駕速歩競走 | 速歩（トロット/ペース） | 繋駕車 スキー | 平地 | スタンダードブレッド・フランストロッター       | 約16万1200        |
| ばんえい競走 | 特殊                    | ソリ          | 特殊 | 日本輓系種、ペルシュロン、ブルトン、ベルジアン | 約2000            |

1. ↑  軽種馬以外の登録を管轄する日本馬事協会では2003年度以降に生産されるばんえい競馬向けの馬については純系種同士の馬による配合馬のみ一代限りで「半血（輓系）種」とし、それ以外については「日本輓系種」として登録されている。

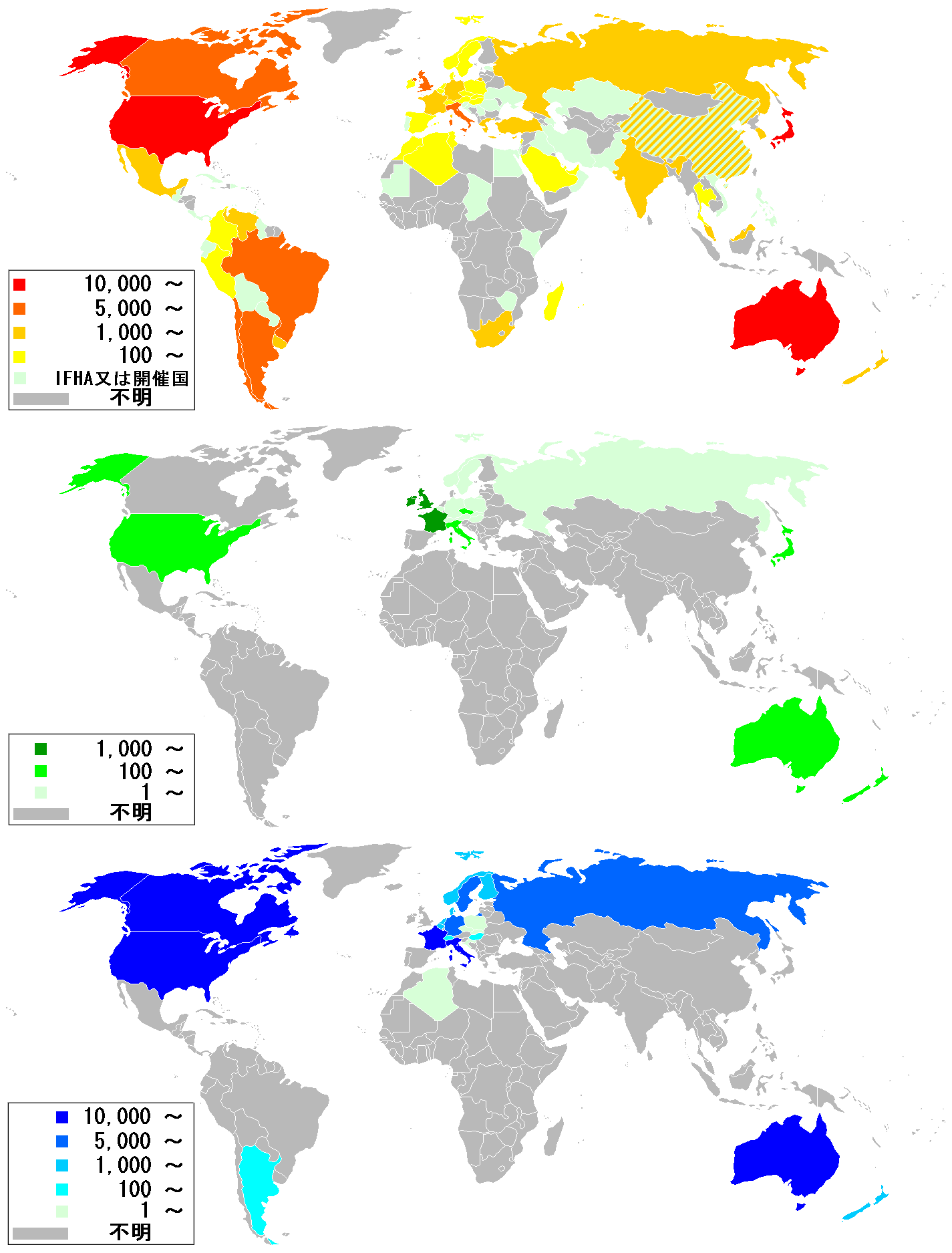
競馬開催国、数字は年間競走数（上から平地、障害、速歩）

右図に各国の競走数を示した（モンゴルのナーダム競馬、あるいは各種草競馬など国際競馬統括機関連盟が把握していないものは除く）。
競走形態は主に平地、障害、速歩に大別される。平地競走は最も広範に行われ施行国は100ヶ国を超えると見られる。一方、速歩競走の競走数も平地に並ぶほど多くフランス、イタリア、スウェーデン、カナダ等ではこちらの方が人気が高い。障害はイギリス、アイルランド、フランスで主に行われている。フィンランドのように繋駕速歩競走のみを施行している国もある。

## 国際組織
競馬の政策、運営上の規則を統一、情報経験の交換、相互援助、共同研究を目的として、国際競馬統括機関連盟（International Federation of Horseracing Authorities:IFHA 別名;パリ国際競馬会議）が、各国の競馬統括機関の事務局長クラスが集まって、運営されている。
下部組織として、国際格付番組企画諮問委員会（IRPAC）、馬の国際間移動に関する委員会（IMHC）などがある。
国際競馬に功績を残し、競馬発展に貢献をもたらした競馬関係者に国際功労賞を授与しているほか、年間の競走成績をもとに以下のものを発表している。
- ワールド・ベスト・レースホース・ランキング - 世界の競走馬の格付け
- 世界のトップ100GIレース - 年間レースレーティングを元にしたG1レースのレーティング
- ワールド・ベストジョッキー

## 各国の競馬
「パート」は各国競馬の状況を格付けしたもので、下記の分類は国際競馬統括機関連盟（IFHA）の国際格付番組企画諮問委員会（IRPAC）が維持する『国際セリ名簿基準書』におけるサラブレッドの平地競走の格付けによる。

### ヨーロッパの競馬
- ヨーロッパの競馬も参照。

パートI
- イギリスの競馬
- フランスの競馬
- ドイツの競馬
- アイルランドの競馬

パートII
- イタリアの競馬
- デンマークの競馬
- ノルウェーの競馬
- スウェーデンの競馬

パートIII
- ベルギーの競馬
- スペインの競馬
- スイスの競馬
- チェコの競馬
- スロバキアの競馬
- ハンガリーの競馬
- ポーランドの競馬

その他の競馬開催国・地域
- オランダの競馬
- オーストリアの競馬
- フィンランドの競馬
- ロシアの競馬

### 北アメリカ・南アメリカの競馬
- 中南米の競馬も参照。

パートI
- アメリカ合衆国の競馬
- カナダの競馬
- アルゼンチンの競馬
- ブラジルの競馬
- チリの競馬
- ペルーの競馬
- ウルグアイの競馬

パートII
- パナマの競馬
- ベネズエラの競馬
- プエルトリコの競馬

パートIII
- ドミニカ共和国の競馬
- エクアドルの競馬
- ジャマイカの競馬
- メキシコの競馬
- トリニダード・トバゴの競馬

その他の競馬開催国・地域
- コロンビアの競馬

### アジア・オセアニアの競馬
- アジア・アフリカの競馬も参照。

パートI
- オーストラリアの競馬
- ニュージーランドの競馬
- 日本の競馬
- 香港の競馬
- アラブ首長国連邦の競馬

パートII
- 韓国の競馬
- マレーシアの競馬
- インドの競馬
- トルコの競馬
- サウジアラビアの競馬
- バーレーンの競馬

パートIII
- カタールの競馬

その他の競馬開催国・地域
- 中華人民共和国の競馬
- フィリピンの競馬
- タイの競馬
- パキスタンの競馬
- オマーンの競馬

### アフリカの競馬
パートI
- 南アフリカ共和国の競馬

パートII
- ジンバブエの競馬

パートIII
- モーリシャスの競馬
- モロッコの競馬

その他の競馬開催国・地域
- ケニアの競馬

### 競馬が廃止された国・地域
- 台湾 - 日本統治時代の1928年から太平洋戦争で1942年に停止されるまで競馬が開催されていた[13]。
- ベトナム - 唯一の競馬場が2011年に閉鎖された[14]。
- ギリシャ - 2024年1月廃止[15]。
- マカオ - 2024年4月廃止[16]。
- シンガポール - 2024年10月廃止[17]。

## 批判
日本は戦前では3歳競馬が認められていなかったが、早く賞金を稼げるようにと制限が解除された。このため競走馬は骨がまだ固まらないうちからハードなトレーニングを積まされるため、骨折や脱臼、腱炎などが多発し不整脈も高頻度で発生する。「馬の生理機能を尊重するなら馬を3歳で強要するのをやめるべき」という競馬ジャーナリストもいる。加えて競走などで鞭を打つことなどから、動物虐待にあたるとして長らく動物愛護団体より非難の対象に挙げられている。それらの団体の多くは、馬の飼育環境や騎乗することそのものを馬の意思に反して行われている虐待行為であると主張している。このため、一部の国・団体では鞭の使用回数に制限を設けられており、例えばイギリスでは鞭の使用回数は1競走につき平地では7回、障害では8回までと制限され、制限よりも4回多く使うと失格となり騎手も28日間の騎乗停止処分が科せられる。また日本のJRAも鞭の使用回数の制限に動いており、2023年より競走中の連続使用は5回までとされた。
批判の矛先は競馬のみならず、競走馬の生産や屠殺、馬肉の生産にまで及ぶ。日本では、競走馬を引退した馬の多くは、肥育場に送られて屠殺される。馬は普通20年近く生きるが競走馬は生後2-3年で処分される。軽種が肉用に向けられる時は、老馬や仔馬の場合は動物園用やペットフードにするため、肥育せず直接屠殺場へ振り向けられることもある。過去には競走馬の殺処分が補助事業として行われた。バブル崩壊とともに1992年から競馬の売り上げが落ち込み供給過剰となった馬はタダ同然でたたき売りされ、餓死や捨て馬まで横行したが、この時期競走馬のだぶつきを防ぐ目的で「当歳低資産駒淘汰とも補償等円滑化促進事業」が施行。この補助事業において数百頭が殺処分された。
競走馬の屠殺については競馬業界関係者にも批判者がおり、アメリカでは2006年に競走馬の屠殺を全面禁止する法律が可決しているが、それに際して同国の関係者らからも賛成の声が上がっていた。しかしながら米国内での屠殺を禁止したことにより、馬はカナダやメキシコまで長距離輸送され、そこでと殺されるか、働かされ栄養失調と過労で死ぬことになった。2023年現在は、生きた馬をメキシコやカナダの食肉処理場に輸出することを禁止する法案が提出されている。日本では1973年に優勝馬など一部の馬は余生を面倒見るシステム「引退名馬の繋養制度」ができた。しかし適用事例はごく一部の競走馬に限られる。

## 競馬の文化

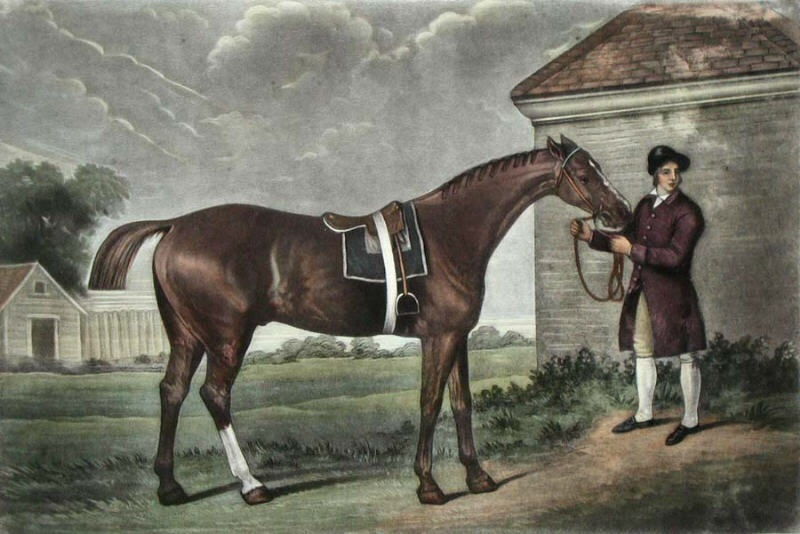
エクリプスの肖像画

娯楽が多様化するに従って競馬に対する大衆の関心は薄まっていったが、時折現れるアイドルホース（大衆的な人気を得る馬）によって大衆的な関心が再燃することがある。日本での代表的な例に、20世紀のハイセイコーやオグリキャップやトウカイテイオーやナリタブライアンなど、21世紀初頭のディープインパクト、オルフェーヴル、キタサンブラックなどがいる。
また、競馬は単なる賭博としてだけではなく、音楽や文学、絵画や彫刻などの創作活動の主題として取り上げられたり、社会制度にも入り込んで一連の馬事文化を形成してきた。特にイギリスでは活躍した名馬の肖像画も多く残されており、その姿を現代に伝えている。日本では寺山修司らによる競馬を主題とした文芸作品もある一方、競馬漫画や競馬ゲームといったサブカルチャー作品も多く発表されている。
競馬を題材にしたフィクションの作品において、ゲームは競馬ゲーム（けいばげーむ）、映画は競馬映画（けいばえいが）、漫画は競馬漫画（けいばまんが）と称される。競馬漫画はスポーツ漫画の一種として扱われることがある。
競馬をテーマにしたゲーム
- ファミリージョッキー（ナムコ、1987年4月発売）
- ダービースタリオン（アスキー、1991年12月発売）
- ウイニングポスト（光栄、1993年1月発売）
- STARHORSE（セガ、一作目が2000年に稼働）
- ウマ娘 プリティーダービー（Cygames、2021年2月配信開始）

競馬をテーマにした漫画
- みどりのマキバオー（単行本全10巻、作：つの丸）
- ありゃ馬こりゃ馬（単行本全17巻、原作：田原成貴・作画：土田世紀）
- 風のシルフィード（単行本全23巻、作：本島幸久）
- 蒼き神話マルス（単行本全13巻、作：本島幸久）
- ダービージョッキー（単行本全22巻、原案：武豊・作画：一色登希彦・構成：工藤晋）
- Derby Queen（単行本全3巻、作：芦原妃名子）
- 優駿の門（単行本全33巻、作：やまさき拓味）
- ウイニング・チケット（第一部：21巻、第二部：4巻、原作及び原案協力：河村清明・漫画：小松大幹）
- 馬なり1ハロン劇場（連載中、作：よしだみほ）
- スピーディワンダー（単行本全17巻、原作：綱本将也・作画：山根章裕）
- 勝算（オッズ）（上下巻、原作：田原成貴、作画：本宮ひろ志）
- じゃじゃ馬グルーミン★UP!（単行本全14巻、作：ゆうきまさみ）
- ウマ娘 シンデレラグレイ（単行本11巻（連載中）、作：久住太陽）
- Pony Tail 女性騎士物語（単行本全5巻 / DX版：全2巻、作：小野弥夢）
- ギャロップ（作：小野弥夢）

競馬をテーマにしたアニメ
- みどりのマキバオー
- ウマ娘 プリティーダービー
- 群青のファンファーレ

競馬をテーマにしたパチンコ台
- ダービー（京楽産業、1989年1月発売）
- CRAみどりのマキバオー（平和、2010年8月発売）
- CR G1DREAM 最強馬決定戦（サンセイR&D、2013年3月発売）
- CR KING of KEIBA（藤商事、2013年10月発売）